# Liparis nugentiae
Liparis nugentiae är en orkidéart som beskrevs av Frederick Manson Bailey. Liparis nugentiae ingår i släktet gulyxnen, och familjen orkidéer. Inga underarter finns listade i Catalogue of Life.